# Thierry Vincent (handball)
Pour les articles homonymes, voir Thierry Vincent.
Thierry Vincent, né le 1er juin 1960, est un joueur puis entraîneur français de handball.

## Biographie
C'est Roger Vincent, le père de Thierry Vincent, qui l'a conduit au handball : « Mon père jouait au FC Sochaux à la fin des années 1950. Il a connu des sélections en équipe de France à 11 puis à 7 lorsque le handball a changé. Professeur d’EPS, comme moi et mon frère Frédéric, il a été muté à Bordeaux. ». Joueur puis entraîneur-joueur des Girondins de Bordeaux HBC, il a rejoint le Stade pessacais UC  comme entraîneur, réussissant à faire monter l’équipe masculine en D1. À l'invitation de son père, il se met au handball, jouant en première division le samedi soir tout en continuant à joueur au football, en DH, le lendemain, et ce pendant deux saisons (1980 à 82).
Thierry Vincent devient comme son père professeur d'EPS et commence à enseigner à Hazebrouck, dans le Nord. En 1991, les Girondins de Bordeaux HBC, club de D1, se cherchent un entraîneur pour remplacer Boro Golić. Bien que jeune, Thierry Vincent y va au culot et promet le maintien au club : il est retenu et permet au club de terminer à la 9e place du Championnat de France 1991-1992. L'expérience ne dure pas longtemps et il dirige alors le club amateur féminin de Saint-Loubès jusqu'en 1999 qu’il hisse de N2 jusqu’en Division 2.
Cette année-là, il rejoint le club féminin du Mérignac Handball qui retrouve l'élite. Dès sa première saison, il permet au club de terminer troisième du championnat, synonyme de qualification en Coupe d'Europe de l'EHF (C3). Pendant 10 ans au club, il conduire une nouvelle fois le club à la troisième du championnat en 2006 et à la finale de la coupe d'Europe Challenge (C4) en 2008.
Il quitte le club et la Gironde en 2009 pour rejoindre le club de Toulon Saint-Cyr pour trois saisons. Dès son arrivée au club, il remporte trois titres en trois saisons : champion de France en 2010, il remporte aussi la coupe de France en 2011 et 2012 . En novembre 2013, son contrat est prolongé jusqu'en 2018. En novembre 2017, alors que la venue la saison suivante de Sandor Rac était déjà actée, il est démis de ses fonctions
En parallèle de son poste d'entraîneur de club, il est également sélectionneur de la Côte d'Ivoire depuis juin 2007. Il y reste jusqu'en 2012 avant d'être nommé sélectionneur du Congo en 2018,.
Le 3 avril 2020, le Handball Club Celles-sur-Belle annonce que Thierry Vincent sera leur entraîneur pour la saison suivante en remplacement de Pablo Morel. À l'issue de sa première saison au HBC Celles-MEP, Thierry Vincent est sacré champion de France de D2F et permet à Celles-sur-Belle de retrouver la Ligue Butagaz Énergie.
En 2024, il signe au Jomi Salerno en première division italienne féminine, se hisse jusqu’en finale de la coupe nationale et échoue face à l’équipe d’Erice. Au terme d’une saison aboutie, il décroche le scudetto (champion d’Italie) face à cette même équipe d’Erice. 
Pour 2025/2026, il décide de se rapprocher de chez lui et signe à Angoulême (N1F) dans un rôle transversal de manager entraîneur.
En parallèle, il continue d’œuvrer au développement du handball africain et plus particulièrement en Guinée dont il est le sélectionneur de l’équipe nationale féminine.

## Palmarès

### En club
compétitions internationales
- finaliste de la coupe Challenge en 2008 (avec Mérignac Handball)

compétitions nationales
- champion de France en 2010 (avec Toulon Saint-Cyr)
- vainqueur de la coupe de France en 2011 et 2012 (avec Toulon Saint-Cyr)
- champion de France de 2e division en 2009 (avec Mérignac Handball) et 2021 (avec Celles-sur-Belle)
- Champion d’Italie en 2025 avec le PDO Salerno

### En sélection
- finaliste du championnat d'Afrique des nations en 2008
- troisième du championnat d'Afrique des nations en 2010
- troisième des Jeux africains de 2007
- Vainqueur de la coupe du Président lors du Championnat d’Afrique des Nations 2022 et 2024

## Galerie

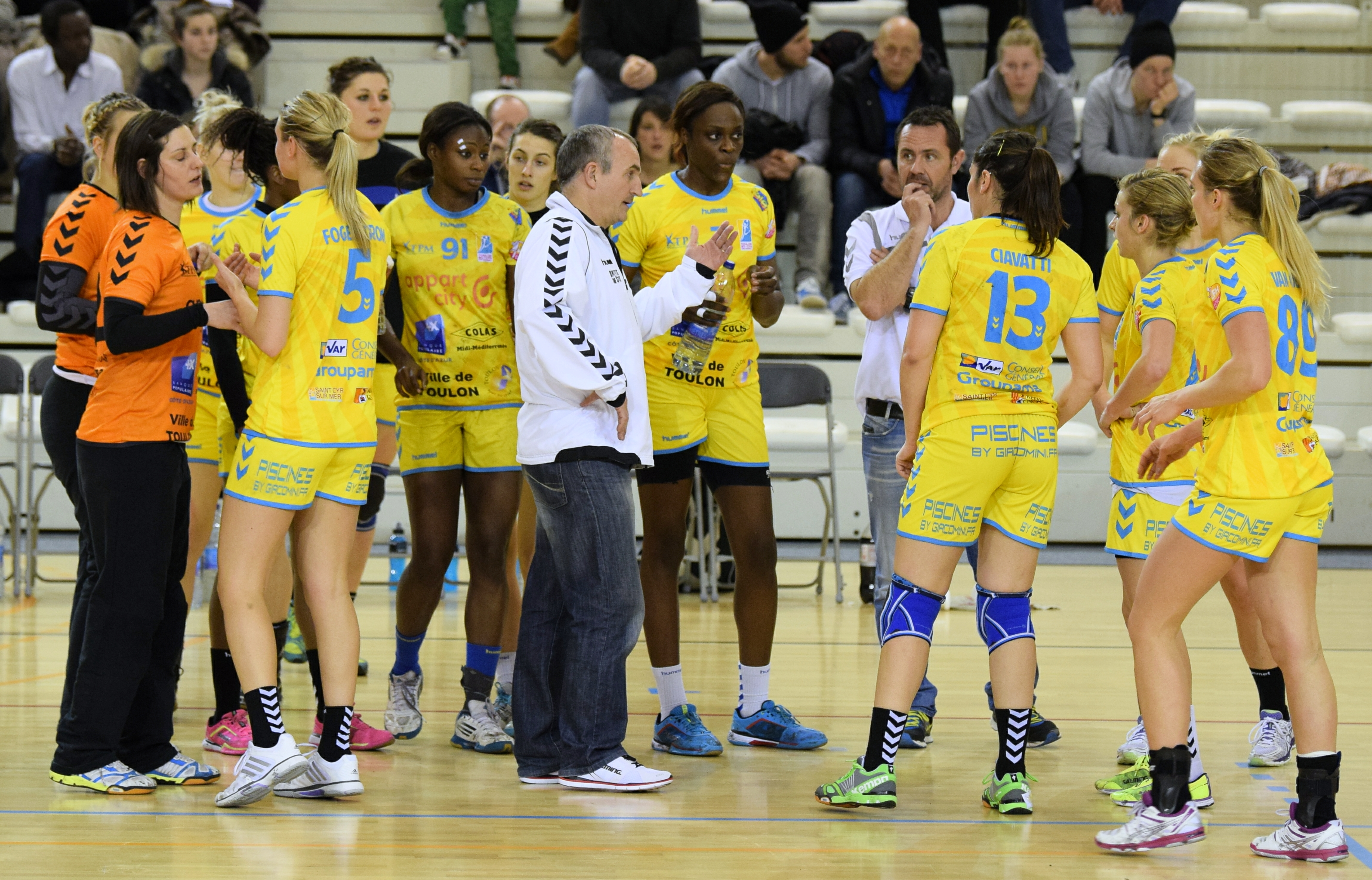
Avec ses joueuses de Toulon lors d'un temps mort. Le 25 janvier 2015.
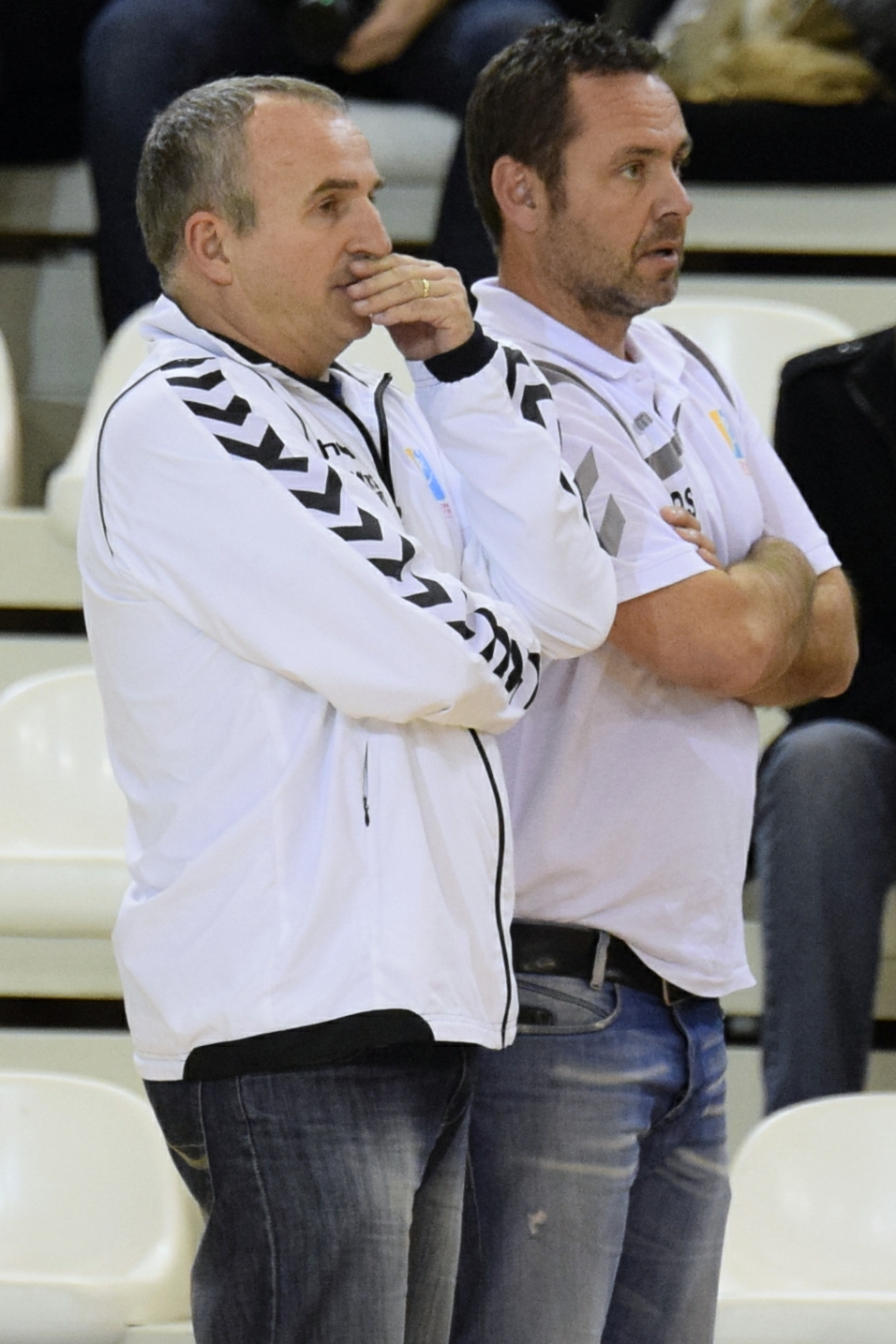
Avec Olivier Samat son adjoint. Le 25 janvier 2015.
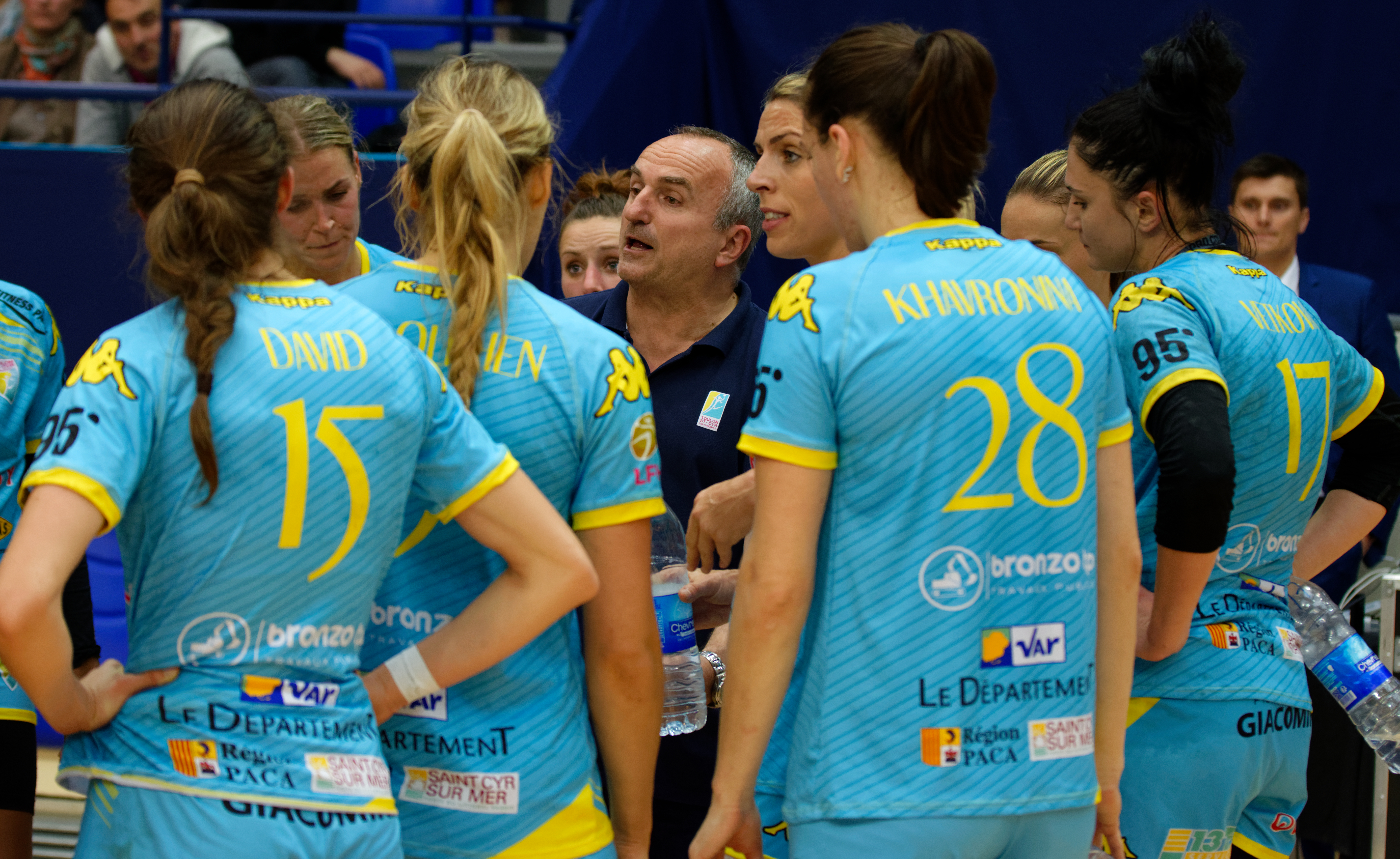
1/4 de finale de playoff, 7 mai 2017.